# Imperivm: Civitas II
Imperivm: Civitas II (distribuito in Nord America con il titolo Imperium Romanum) è il successore del videogioco Imperivm: Civitas. È sviluppato dalla Haemimont Games (sviluppatore anche del titolo precedente), distribuito in Italia e in Spagna dalla FX Interactive; nel Nord America è stato invece distribuito dalla Southpeak Interactive, su licenza Kalypso Media.
Pubblicato nel novembre del 2007, mantiene le stesse caratteristiche di gioco del suo predecessore e ne implementa di nuove, quali il comando delle truppe, semi assente e trascurabile nel primo capitolo, e la grafica è stata di poco migliorata. Il menu con sistema "Rotae" è stato ampliato con una nuova categoria e diversi nuovi edifici.
La natura del gioco è fondamentalmente la stessa del numero precedente: si ispira infatti all'Antica Roma, secondo uno stile strategico-gestionale. L'aspetto gestionale sta nel fatto che si dovrà appunto gestire la città, la sua finanza e la sua economia; l'aspetto strategico si avverte nell'apparato militare, sensibilmente ampliato.

## Modalità di gioco
Anche in questo gioco, come nel precedente, sono quattro le modalità:
- Impara a giocare: si tratta di due campagne che istruiscono il giocatore, attraverso percorsi guidati, riguardo ai concetti principali del gioco. Una campagna tratta la strategia civile, l'altra quella militare.
- Città dell'impero: si tratta di dodici mappe in cui costruire la propria città senza obiettivi prefissati. Le mappe disponibili per creare la propria città sono: Alexandria (Alessandria d'Egitto), Antiochia (Antiochia), Burdigala (Bordeaux), Iol Caesarea (Cherchell),  Tingis (Tangeri), Memphis (Menfi), Genua (Genova), Cenabum (Orléans), Odessos (Odessa), Pompeii (Pompei), Sarmizegetusa (Sarmizegetusa) e Verona (Verona).
- Campagna storica: seguendo uno schema stile albero genealogico, si dovranno compiere missioni in differenti città, per poter poi sbloccare le mappe successive.
- Roma: questa campagna immerge il giocatore nella fondazione e nello sviluppo della capitale dell'Impero Romano.

## Scopi del gioco
Come già detto, lo scopo principale di Imperium: Civitas II è quello di edificare una città romana in ogni suo dettaglio, costruendo edifici, sfruttando il territorio, difendendosi dai barbari, e soprattutto garantendo ai cittadini un'economia solida e fiorente. Per raggiungere questo obiettivo si dovranno fornire ai cittadini tutti i beni e i servizi di cui avranno bisogno, e proprio a questo servirà un corretto ed equilibrato piano urbanistico.
Man mano che le abitazioni si evolveranno (sono quattro i livelli di sviluppo: capanna, casa, domus e villa) evolveranno anche le esigenze della popolazione: oltre agli essenziali acqua e cibo, quindi, sarà necessario provvedere a tutta una serie di servizi sempre più sofisticati.
Bisognerà quindi fare attenzione alle risorse disponibili ed alla distribuzione del lavoro, per evitare che vi siano famiglie disoccupate e quindi molto vulnerabili ai rischi di povertà. Se la popolazione vedrà insoddisfatte entro un certo tempo le proprie richieste, il favore verso il governatore scenderà progressivamente, e con esso, inesorabilmente, crescerà l'insoddisfazione che, solo nei casi estremi, potrà sfociare in rivolte. Inoltre, anche la criminalità (dovuta alla povertà) è da tenere costantemente d'occhio, con qualche prefettura accompagnata dai servizi essenziali per ogni ceto sociale e quartiere.
Infine, durante la partita, il gioco (o meglio, l'imperatore), valuterà costantemente l'impegno del giocatore attraverso una serie di parametri che daranno vita al punteggio totale, sempre sensibile di mutamenti:
- Numero di cittadini felici
- Numero di cittadini soddisfatti
- Numero di ville
- Numero di domus
- Ricchezza delle casse cittadine
- Ricchezza della popolazione
- Presenza dell'anfiteatro
- Presenza del circo
- Presenza di monumenti
- Vittorie sui barbari
- Bonus di tempo (in percentuale)

## Accoglienza
| Testata                                | Giudizio |
| -------------------------------------- | -------- |
| Metacritic (media al 31 dicembre 2020) | 63/100   |
| 1UP.com                                | D        |
| GamePro                                | [ 4 ]    |
| GameSpot                               | 3.5/10   |
| IGN                                    | 6/10     |
| PC Gamer (UK)                          | 61%      |
| PC Gamer (US)                          | 50%      |
| PC PowerPlay                           | 6/10     |
| PC Zone                                | 75%      |
| 411Mania                               | 6.6/10   |

Il gioco ha ricevuto un'accoglienza "mista" secondo le recensioni aggregate del sito Metacritic.

### EspansioneEmperor
| Testata                                | Giudizio |
| -------------------------------------- | -------- |
| Metacritic (media al 31 dicembre 2020) | 59/100   |
| IGN                                    | 5.9/10   |

Anche il pacchetto d'espansione Emperor (esclusivo in Nord America) ha ricevuto un'accoglienza "mista", basata tuttavia solo sulle recensioni sul sito IGN's raccolte dalla Metacritic.